# Wide Field Camera 3

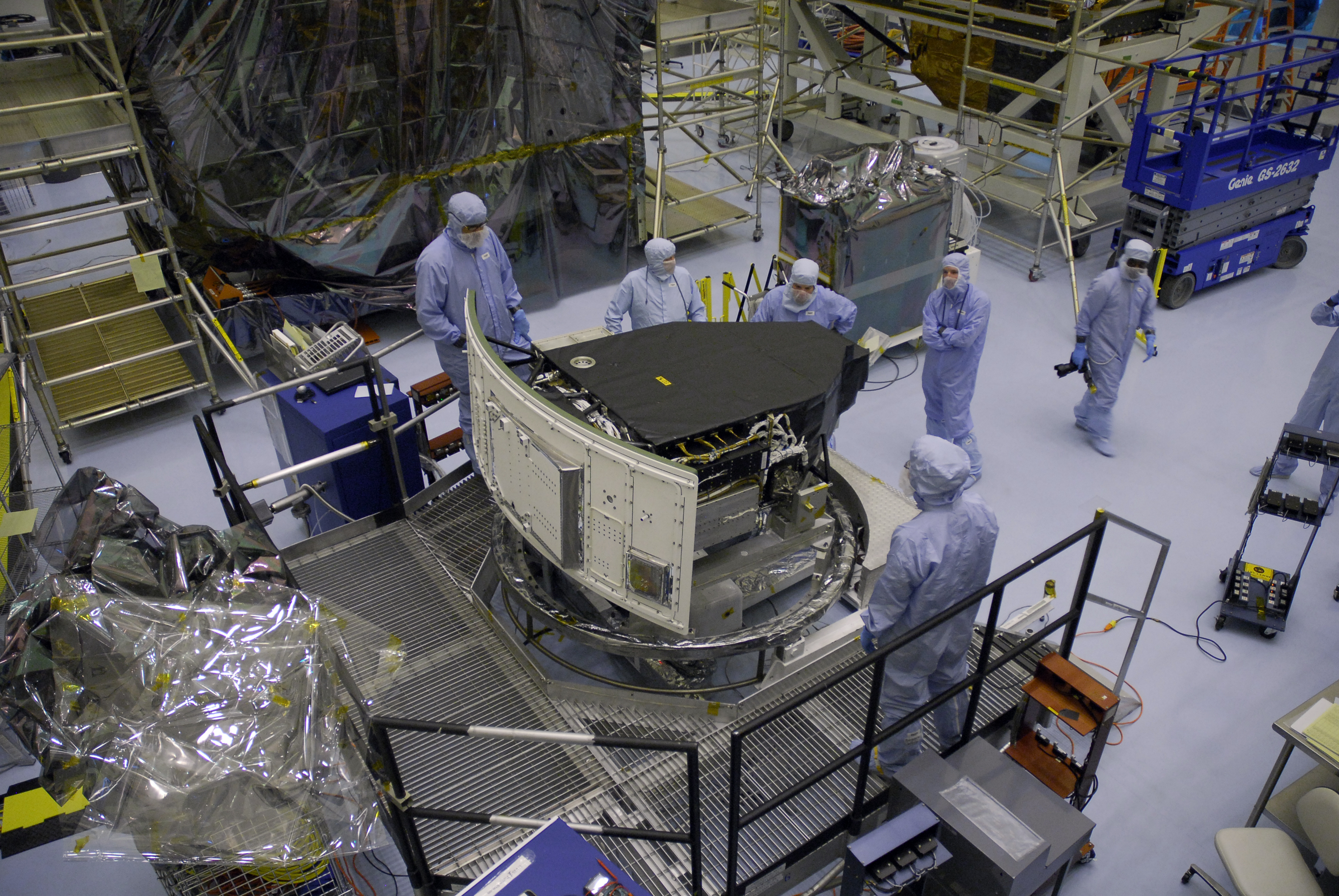
La Wide Field Camera 3 in preparazione per il lancio a bordo della missione di servizio STS-125

La Wide Field Camera 3 (comunemente abbreviata in WFC3) è il più recente e avanzato strumento tecnologico per la ripresa di immagini nello spettro visibile, installato sul telescopio spaziale Hubble. La fotocamera è stata installata il 14 maggio 2009, durante la prima attività extra veicolare della missione di servizio STS-125 (Hubble Space Telescope Servicing Mission 4), andando a rimpiazzare la Wide Field and Planetary Camera 2.
Era ancora in funzione nell'agosto 2022.

## Specifiche

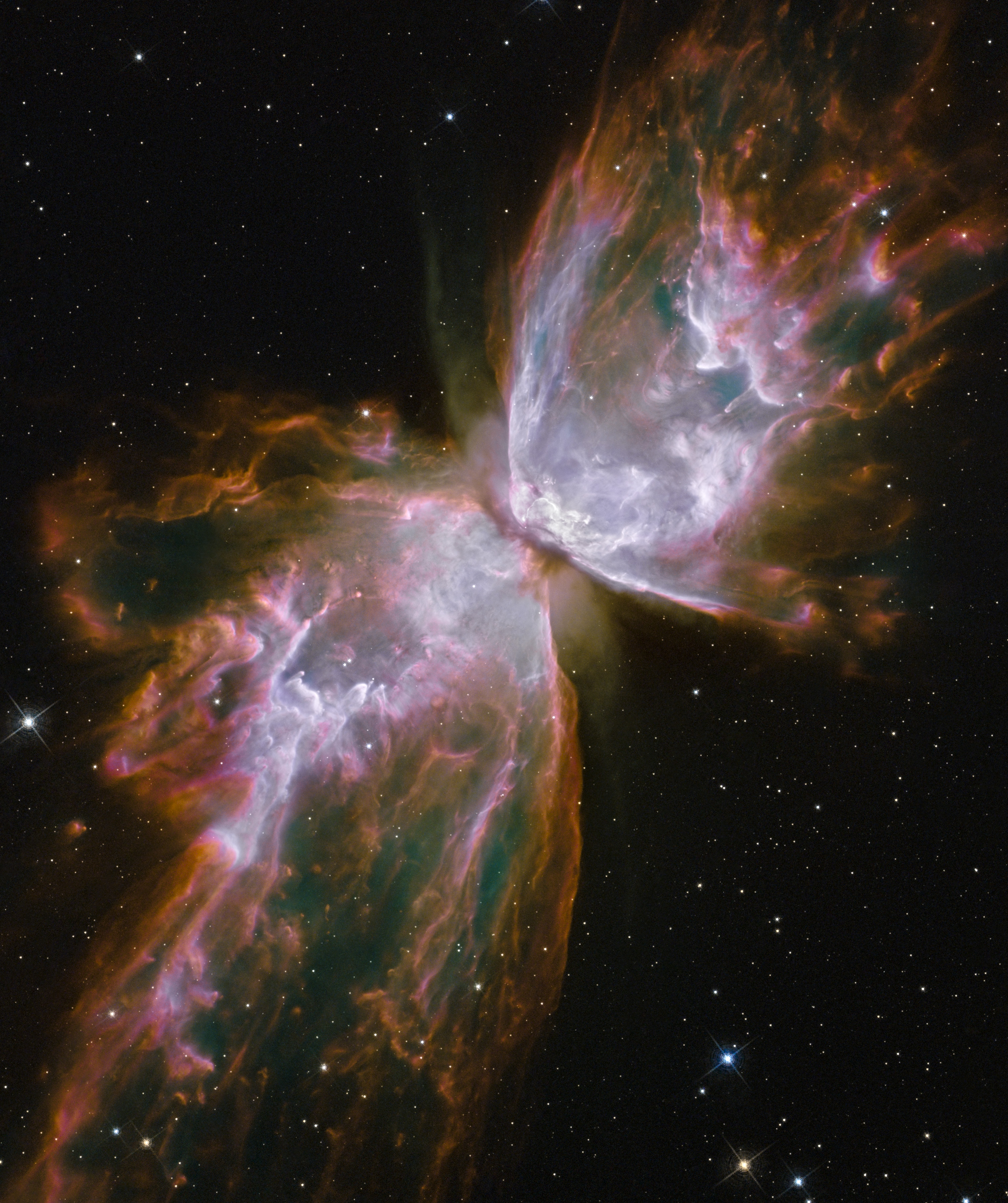
La Nebulosa Farfalla ripresa dalla WFC3 nel 2009.

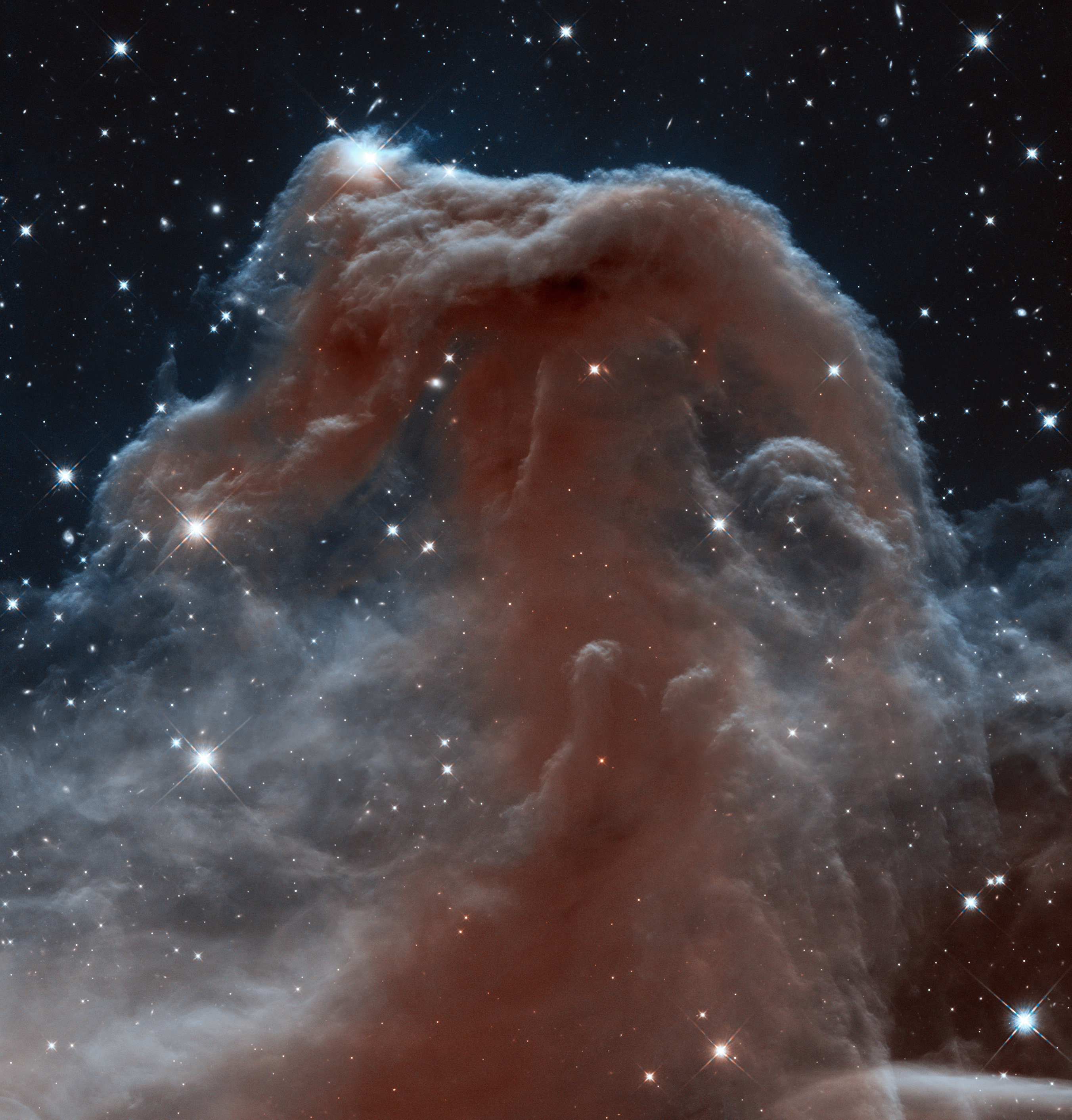
La nebulosa Testa di Cavallo ripresa negli infrarossi dalla WFC3.

Si tratta di uno strumento di quarta generazione per Hubble. Esso è stato progettato come fotocamera versatile in grado di riprendere immagini su un ampio spettro di lunghezze d'onda e con un ampio campo visivo.
La fotocamera consente due percorsi indipendenti per la luce: il primo è un canale ottico e UV che usa una coppia di dispositivi ad accoppiamento di carica (CCD) per registrare immagini da 200 a 1000 nm; il secondo è un sistema di rilevazione nel vicino infrarosso che copre le lunghezze d'onda da 800 a 1700 nm.
Il canale UV/visibile ha due CCD, ognuno da 2048×4096 pixel, mentre il rivelatore IR è da 1024×1024. I piani focali di entrambi i canali sono stati specificamente progettati per questa fotocamera. Il canale ottico ha un campo di vista di 164x164 arcosecondi (2,7 x 2,7 arcominuti, corrispondenti all'8,5% del diametro della Luna piena vista dalla Terra) con 0,04 arcsec pixel. Il campo di vista è paragonabile a quello della Wide Field and Planetary Camera 2 ed è leggermente più piccolo di quello della Advanced Camera for Surveys. Il canale per il vicino IR ha un campo di vista di 135 x 127 arcsec (2,3 x 2,1 arcominuti) con 0,13 arcsec pixel, e un campo di vista molto più ampio del Near Infrared Camera and Multi-Object Spectrometer, di cui deve essere il sostituto. Il canale del vicino IR serve a preparare la strada per il telescopio spaziale James Webb.
Entrambi i canali sono dotati di filtri a banda stretta e larga, oltre che di prismi ottici grisma. Questi ultimi consentono la spettroscopia a bassa risoluzione e campo largo utile per le ricerche. Il canale ottico copre lo spettro visibile (da 380 a 780 nm) con un'elevata efficienza, ed è in grado di arrivare fino al vicino UV (fino a 200 nm).
Il canale IR è progettato per perdere sensibilità oltre i 1700 nm (NICMOS invece ha un limite di 2.500) in modo da evitare di essere inondato dal fondo termico proveniente dal calore delle strutture del telescopio stesso. Questo permette alla WFC3 di essere raffreddata mediante una cella di Peltier senza necessità di portare a bordo un refrigerante criogenico.
La fotocamera fa uso dell'hardware e del pacco filtri in precedenza utilizzati dalla Wide Field and Planetary Camera. I pezzi sono stati spostati dalla Wide Field and Planetary Camera 2 dalla missione di servizio STS-61 nel dicembre 1993.
La WFC3 era stata originariamente concepita per operare solo nel campo ottico (il canale IR è stato aggiunto in seguito). In più, essa è stata progettata per permettere al telescopio Hubble di mantenere la capacità di riprendere immagini nitide fino alla fine della sua vita operativa.

## Galleria d'immagini

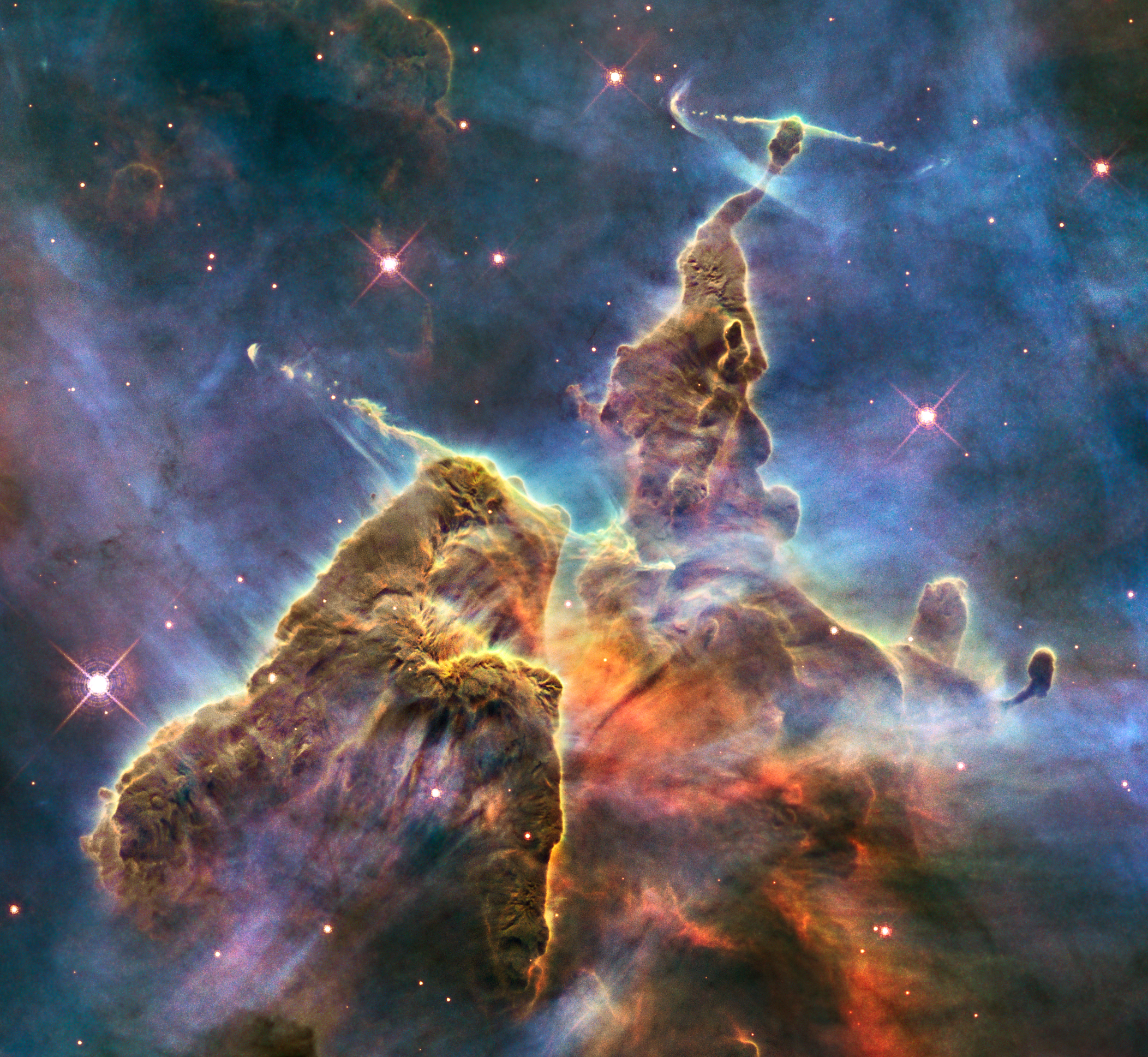
La Mystic Mountain nella Nebulosa della Carena ripresa dalla WFC3
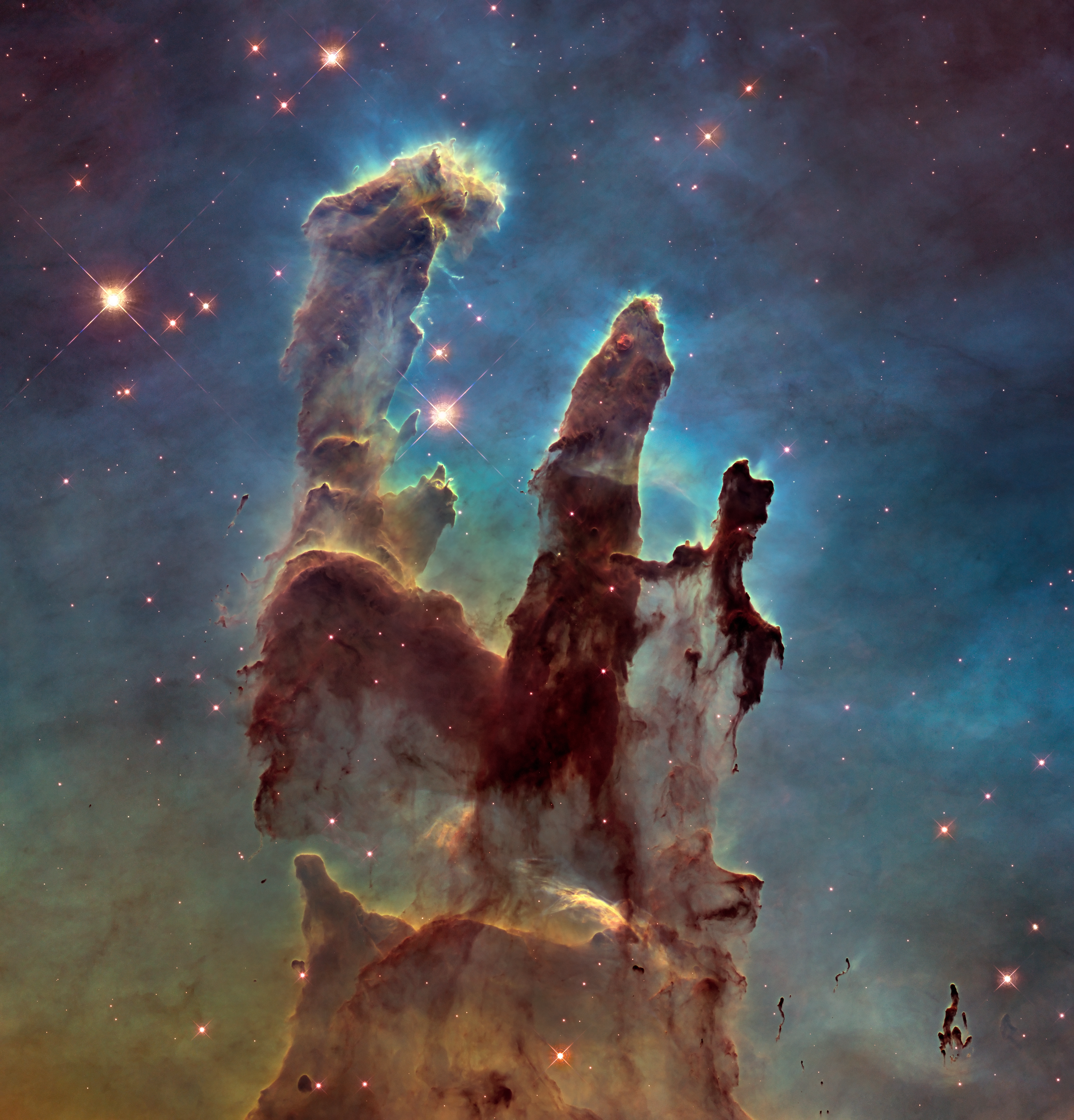
I famosi Pilastri della Creazione nella Nebulosa Aquila ripresi nel 2014 dalla WFC3
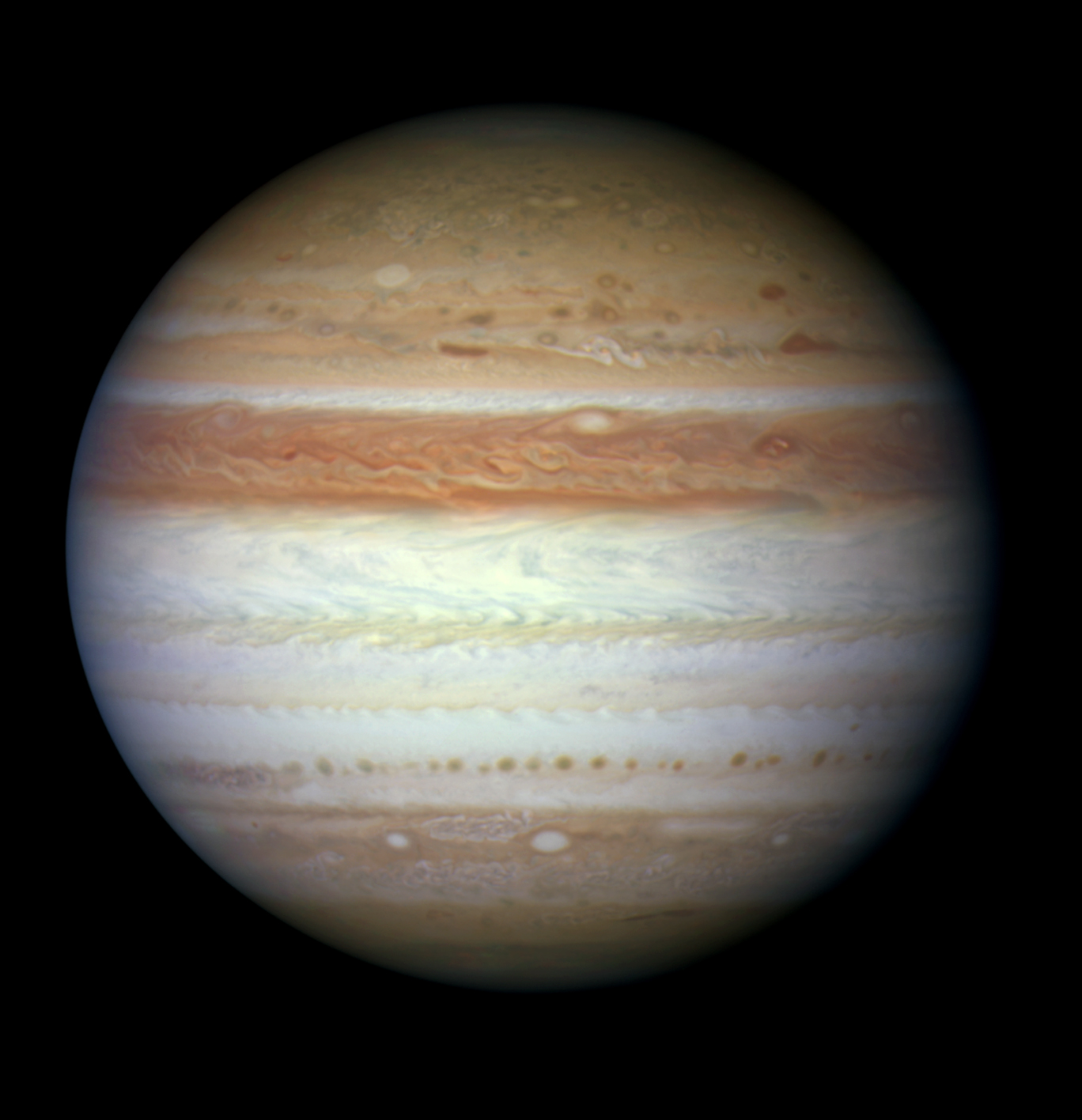
Giove ripreso nel 2010 dalla WFC3